# باغ‌وحش مسکو
باغ وحش مسکو (به روسی: Московский зоопарк) با مساحت ۲۱٫۵ هکتار در سال ۱۸۶۴ (میلادی) توسط پروفسورهای زیست‌شناس دانشگاه دولتی مسکو اس.ای. اسوو، کی.اف. رولژ و ای.پی. بوگدانف تأسیس شد. این باغ‌وحش در سال ۱۹۱۹ (میلادی) ملی شد و مالکیت آن در سال ۱۹۲۲ (میلادی) به مسکو منتقل شد. باغ وحش مسکو دارای بیش از ۶۵۰۰ جانور به نمایندگی از ۱۰۰۰ گونهٔ جانوری می‌باشد.

برخی از گونه‌های موجود در باغ وحش:
- کیسه‌داران
  - صاریغ
  - درازپایان
  - ستبردم‌سانان
- پستانداران حشره‌خوار
  - حشره‌خوار جهنده
  - حشره‌خواران درختی
  - خارپشت‌سانان
- خفاش
  - خفاش میوه‌خوار
- نخستی‌سانان
  - میمون‌های شنل‌پوش
  - لموریان
  - چشم‌گردان
  - انسانیان
  - میمون بر قدیم
- شگفت‌بندان
  - آرمادیلو
  - تنبل (جانور)
- خرگوش‌سانان
  - خرگوشان
- جوندگان
- گوشت‌خوارسانان
  - خرس
    - خرس قهوه‌ای

  - خوک دریایی
  - آب‌بازسانان
    - دلفین پوزه‌بطری معمولی
- فیل‌سانان
  - فیل
- تک‌سم‌سانان
  - اسبیان
- جفت‌سم‌سانان
  - گرازان
  - شتران
  - گاوان
  - زرافگان
  - گوزن